# Indigofera heterocarpa
Indigofera heterocarpa är en ärtväxtart som beskrevs av John Gilbert Baker. Indigofera heterocarpa ingår i släktet indigosläktet, och familjen ärtväxter. Inga underarter finns listade i Catalogue of Life.